# Gotisk skrift

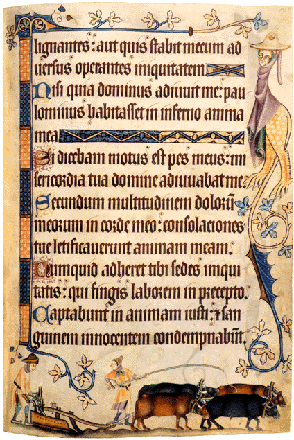
Psalterium från 1300-talet med gotisk skrift.

Gotisk skrift, gotisk stil eller munkstil, är en samlingsbeteckning för en rad medeltida handstilar som användes i handskrivna arbeten och urkunder under 1200–1500-talen. Skrivstilen utvecklades ur den karolingiska minuskeln av senmedeltidens skrivare. Den fick under intryck av gotisk arkitektur en skarpt kantig och snirkligt utsirad form.  I anfangerna, begynnelsebokstäverna, tilläts stor fantasirikedom och färgprakt.
Gutenberg med efterföljare tog intryck av den fulländning som stilen nått i de senmedeltida mäss- och koralböckerna. De första tryckstilarna, som därför efterbildade den gotiska stilen, trängdes så småningom undan av frakturstilen och den modernare antikvan. En engelsk/nederländsk moderniserad efterbildning kallas black letters.
I modern tid har ibland beteckningen "gotisk skrift" även använts om frakturstil.